# Talking Heads
Talking Heads byla americká rocková hudební skupina založená roku 1975 v New Yorku v USA. Tvořili ji David Byrne, Chris Frantz, Tina Weymouth a Jerry Harrison. Ve své tvorbě skupina kombinovala prvky nové vlny, post punku, funk rocku, world music a art rocku. 
Skupina proslula svým postmoderním uměleckým přístupem k hudbě, mísícím avantgardní prvky s rockovými základy, a intelektuálními texty písní, jež byly abstraktní a často náročné na interpretaci.  Frontman David Byrne svým trhaným, nervózním zpěvem a absurdními tanečními pohyby – často připomínajícími křečovité gestikulace či nekontrolovatelné impulzy – podtrhoval experimentální a výstřední povahu kapely. Hudební kritik Stephen Thomas Erlewine označil Talking Heads za jednu z nejdůležitějších kapel 80. let.
V roce 2002 byli Talking Heads uvedeni do Rock and rollové síně slávy. Čtyři jejich alba se objevila na seznamu 500 nejlepších alb všech dob časopisu Rolling Stone z roku 2003 a tři z jejich písní - „Psycho Killer“, „Life During Wartime“ a „Once in a Lifetime“ - byly zařazeny mezi 500 písní Rock and rollové síně slávy, které formovaly rock and roll. Kapela se také umístila na 64. místě v seznamu „100 Nejlepších umělců všech dob“, který sestavila televize VH1. V roce 2011 se kapela objevila v seznamu „100 Nejlepších umělců všech dob“ časopisu Rolling Stone na 100. místě.

## Historie

### 1973-1977: Raná léta
David Byrne, Chris Frantz a Tina Weymouth byli studenty umělecké vysoké školy Rhode Island School of Design v Providence na Rhode Islandu. Zde Byrne v roli zpěváka a kytaristy a Frantz jako bubeník v roce 1974 zformovali hudební skupinu „The Artistics“. Weymouth, Frantzova přítelkyně, jim zajišťovala dopravu. Již v té době toto hudební duo proslulo svou podivností a od ostatních studentů vysoké školy si vysloužilo přezdívku „The Autistics“ (česky „Autisti“). Během roku se však The Artistics rozpustili a trojice se přestěhovala do New Yorku, kde pro účely bydlení sdílela společné podkroví. Protože se skupině dlouhodobě nedařilo sehnat baskytaristu, ujala se této role Weymouth, přestože na žádný nástroj do té doby nehrála. Frantz Weymouth povzbuzoval, aby se na baskytaru naučila hrát poslechem alb Suzi Quatro. Svoje první vystoupení pod jménem „Talking Heads“ odehráli 20. června 1975 v CBGB jako předskokani Ramones.

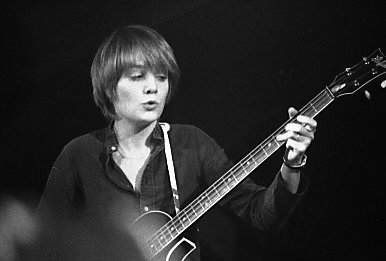
Tina Weymouth hrající na baskytaru, Toronto 1978

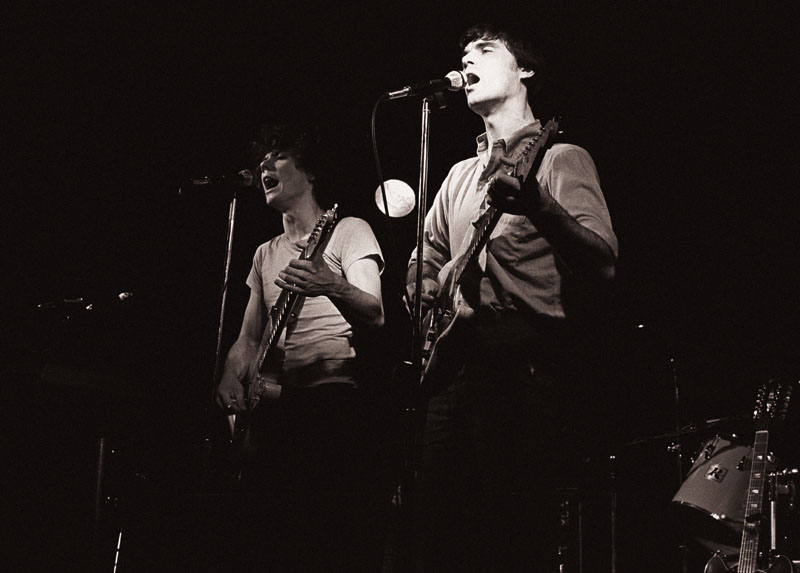
Jerry Harrison a David Byrne na koncertě v Minneapolis, 1977

Podle Weymouth název Talking Heads (v doslovném překladu „mluvící hlavy“) pochází z jednoho vydání časopisu TV Guide, který „vysvětloval termín používaný televizními studii pro záběr mluvící osoby s hlavou a rameny jako pouze obsah, žádná akce. To k nám sedělo.“
Později téhož roku 1975 kapela nahrála sérii demonahrávek pro CBS, ale nahrávací smlouvu nedostala. Přitáhli však pozornost a v listopadu 1976 podepsali smlouvu s vydavatelstvím Sire Records. V únoru následujícího roku vydali svůj první bubblegum popový singl „Love → Building on Fire“. V březnu 1977 se k nim na klávesy, kytaru a doprovodné vokály přidal Jerry Harrison, který dříve působil v kapele Jonathana Richmana The Modern Lovers.
Jejich debutové album, Talking Heads: 77, si získalo uznání a přineslo první singl „Psycho Killer“. Mnozí si v tehdejší době píseň spojovali se sériovým vrahem známým jako Samův syn, který několik měsíců předtím terorizoval New York; Byrne však uvedl, že píseň napsal již několik let předtím. V témže roce se Weymouth a Frantz vzali.

### 1978–1980: Spolupráce s Brianem Enem
Na albu More Songs About Buildings and Food (1978) Talking Heads poprvé spolupracovali s producentem Brianem Enem, který předtím pracoval s Roxy Music, Davidem Bowiem, Johnem Calem či Robertem Frippem; název Enovy písně „King's Lead Hat“ z roku 1977 je anagramem názvu kapely. Enův neobvyklý styl se snoubil s uměleckým cítěním skupiny a ta začala objevovat stále rozmanitější hudební směry – od psychedelického funku až po africkou hudbu, výrazně ovlivněnou Felou Kutim a uskupením Parliament-Funkadelic. Album More Songs About Buildings and Food obsahovalo i coververzi skladby „Take Me to the River“ od Ala Greena, kterou Talking Heads uvedli do povědomí veřejnosti a zajistila jim jejich první hit v Billboard Top 30.

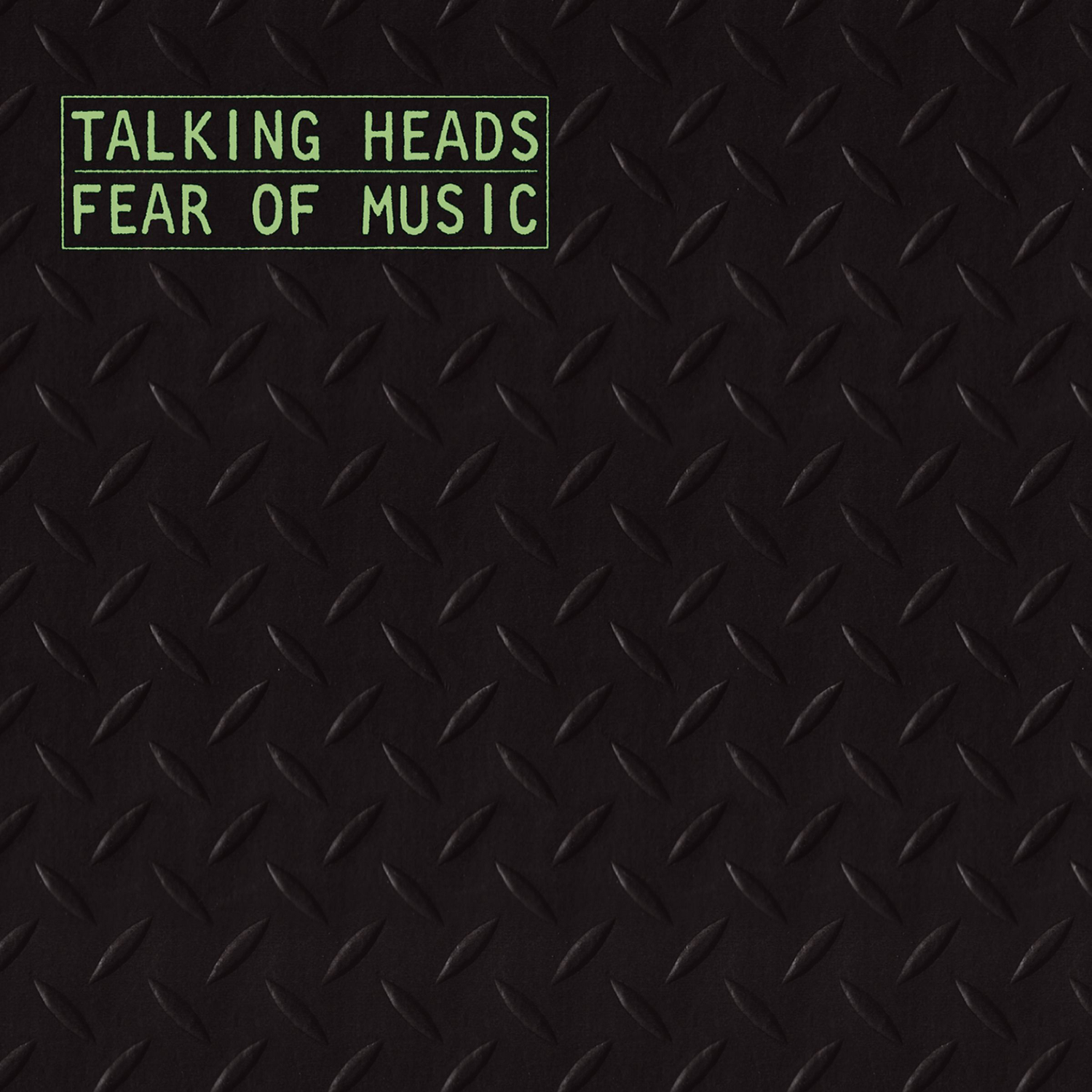
Úvodní píseň alba Fear of Music „I Zimbra“ předznamenala následující experimentování skupiny s africkou hudbou.

Spolupráce pokračovala albem Fear of Music (1979), na kterém se mísí temnější stylizace postpunkového rocku s psychedelickým funkem a podprahovými odkazy na geopolitickou nestabilitu konce 70. let. Hudební novinář Simon Reynolds citoval Fear of Music jako ukázkovou spolupráci Ena s Talking Heads „v její nejplodnější a nejvyrovnanější podobě.“ Skladba „Life During Wartime“ odkazuje na CBGB, kde Talking Heads začínali, a Mudd Club, dva tehdy velmi populární newyorské noční kluby. Africkou hudbou inspirovaný singl „I Zimbra“, s textem vycházejícím z básně dadaistického autora Huga Balla, podle Harrisona předznamenal průzkum africké hudby v dalších albech kapely.
Album Remain in Light (1980), mnohými považováno za magnum opus tvorby Talking Heads, bylo silně ovlivněno afrobeatem nigerijského kapelníka Fely Kutiho, s jehož hudbou kapelu seznámil Eno. Nahrávka zkoumala složité západoafrické polyrytmy a proplétala je s arabskou hudbou ze severní Afriky, disco funkem a vrstvenými vokály, pro což si získala široké uznání kritiků. Tyto kombinace předznamenaly Byrnův pozdější zájem o world music. Aby mohla skupina tyto složité aranže předvést naživo, absolvovala turné s rozšířenou sestavou, jejíž součástí byli mimo jiné Adrian Belew z King Crimson či Bernie Worrell z Parliament-Funkadelic. Deska se umístila na 19. místě amerického žebříčku Billboard 200 a na 21. místě UK Albums Chart. Album se objevilo v žebříčcích nejlepších alb osmdesátých let i všech dob, které sestavilo hned několik publikací. V roce 2017 Knihovna Kongresu USA označila album za „kulturně, historicky nebo esteticky významné“ a vybrala ho k uchování v Národním registru nahrávek USA.

Hlavní singl alba Remain in Light, „Once in a Lifetime“, se stal hitem Top 20 ve Velké Británii, ale v USA zpočátku příliš nezapůsobil. Během několika následujících let se z něj ale stala populární kultovní skladba díky videoklipu, který časopis Time označil za jeden z nejlepších všech dob.
| „           | „On (David Byrne) je opravdový excentrik. Vždycky byl přesně takový a viděl jsem ho takového zůstat i ve zcela extrémních situacích. Jednou nás například společně přepadli v New Yorku. Bylo to dost děsivé, přepadlo nás čtrnáct lidí. Mám věčnou vzpomínku na Davida, jak ho vláčejí do křoví a on jen pronesl: „O-ou!“ Je to naprostá pravda, byla to scéna jako z komiksu.“ | “ |
| — Brian Eno | |   |

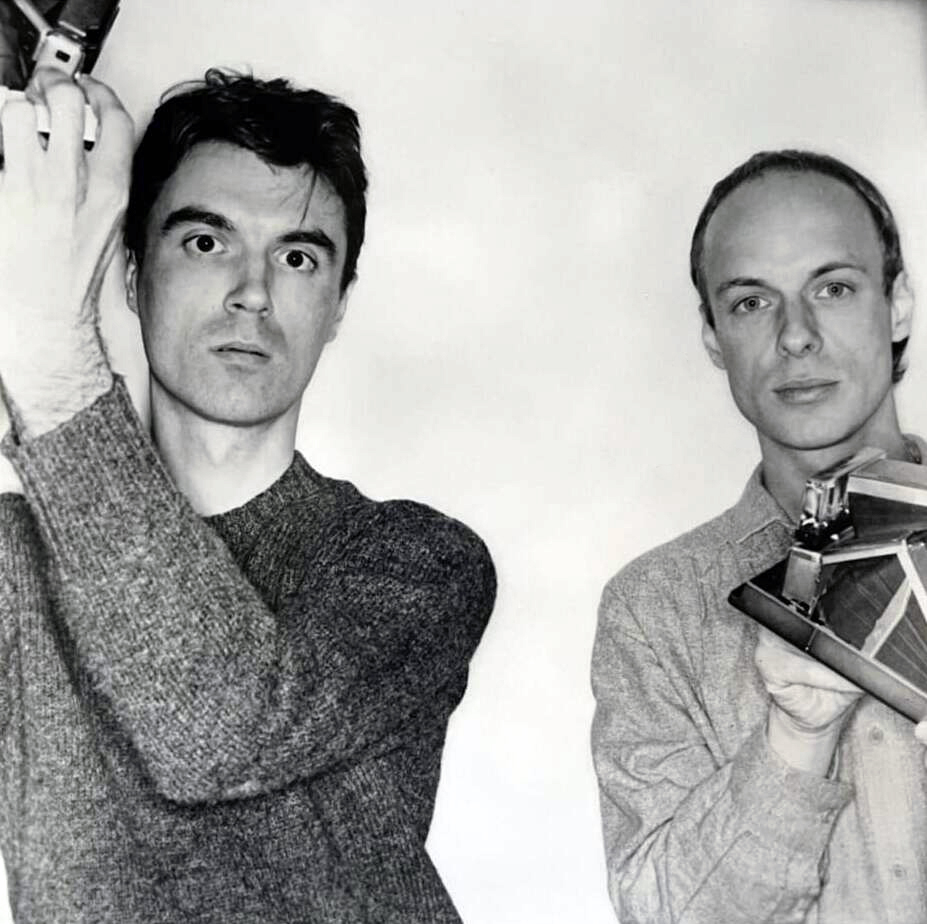
David Byrne a Brian Eno na společné fotce, 1981

V tomto období Weymouth a Frantz založili komerčně úspěšnou odštěpnou skupinu Tom Tom Club, ovlivněnou prvky hip hopu, a Harrison vydal své první sólové album The Red and the Black. Byrne a Eno společně vydali experimentální album My Life in the Bush of Ghosts obsahující world music a v té době inovativní použití smyček vokálů, které pocházely například z nahrávek rádiových pořadů.

### 1981-1991: Komerční vrchol a rozpad
Po vydání čtyř alb během necelých čtyř let si skupina dala nahrávací pauzu a do vydání dalšího alba uplynuly téměř tři roky, i když Frantz a Weymouth pokračovali v nahrávání s Tom Tom Club. Mezitím Talking Heads vydali koncertní dvojdesku The Name of This Band Is Talking Heads, v osmičlenné sestavě absolvovali turné po Evropě a Spojených státech a rozešli se s producentem Brianem Enem, který se poté věnoval produkci alb s irskou skupinou U2.
V roce 1983 vyšlo komerčně průlomové funk-rockové album Speaking in Tongues, které přineslo jejich jediný americký Top 10 hit „Burning Down the House“. Za zmínku stojí také singl „This Must Be The Place (Naive Melody)“, Byrne tuto píseň zamýšlel jako píseň o lásce, avšak bez klišé tohoto žánru. Následující turné zachytil ve filmu Stop Making Sense režisér Jonathan Demme (známý například pro svůj film Mlčení jehňátek). Tento snímek, často označovaný za nejlepší koncertní film všech dob, dal vzniknout i stejnojmennému živému albu. Ačkoli toto turné na podporu alba Speaking in Tongues slavilo obrovský úspěch, bylo nakonec jejich posledním.
| „                                                                | Snažím se psát o drobnostech. O papíru, zvířatech, domě... láska je tak trochu velká. Přesto jsem jednu milostnou píseň napsal. V tomto filmu ji zpívám lampě. | “ |
| — David Byrne o svém tanci s pokojovu lampou v Stop Making Sense | |   |

Následovala další tři alba: popové Little Creatures (1985), na kterém se objevily hity „And She Was“ a „Road to Nowhere“, True Stories (1986) obsahující studiové nahrávky písní ze stejnojmenného Byrnova komediálního muzikálového filmu, a v roce 1988, opět africkými vlivy inspirované, album Naked. 

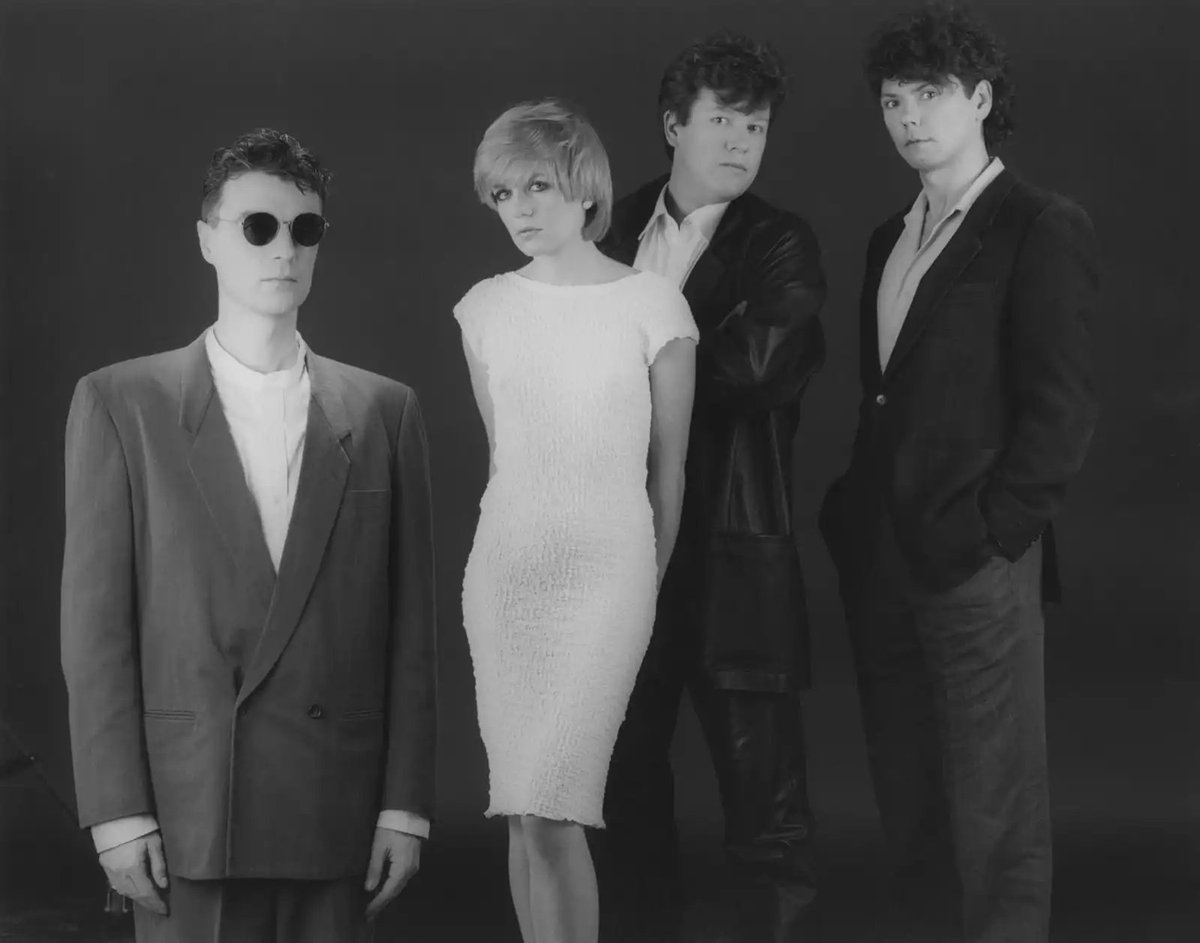
Talking Heads na fotografii z roku 1985. Zleva: David Byrne, Tina Weymouth, Chris Frantz a Jerry Harrison.

Oproti předchozím počinům nabídlo Little Creatures mnohem přístupnější pop-rockový zvuk. Toto album se stalo jejich nejprodávanější deskou, jen v USA se prodalo přes dva miliony kusů. Obal alba vytvořil umělec Howard Finster a časopis Rolling Stone jej zvolil obalem alba roku.
Žánrově podobné True Stories přineslo jeden z nejúspěšnějších hitů skupiny, „Wild Wild Life“. Album vystoupilo mezi ostatní tvorbou kapely svým vznikem – obsahovalo pouze skupinou nahrané studiové verze písní z Byrnova komediálního filmu True Stories.
Jejich poslední album Naked se zabývalo úvahami nad politikou, sexem či smrtí a opět se na něm projevil zvuk world music a silný africký vliv s polyrytmickými styly, jaké byly k slyšení na Remain in Light. V té době se skupina stále více dostávala pod kontrolu Davida Byrna, po albu Naked si kapela dala „přestávku“.
V prosinci 1991 Byrne v tisku oznámil, že se skupina rozpadla. Frantz uvedl, že se o údajném rozpadu kapely dozvěděl z článku v Los Angeles Times, a řekl: „Pokud jde o nás, kapela se nikdy nerozpadla. David se prostě rozhodl odejít.“ Jejich poslední vydanou nahrávkou byl singl „Sax and Violins“, který se dříve téhož roku objevil v soundtracku k filmu Wima Wenderse Až na konec světa. 
Byrne pokračoval v sólové kariéře, v roce 1989 vydal album Rei Momo a v roce 1991 album The Forest. V tomto období také došlo k oživení projektu Tom Tom Club (Boom Boom Chi Boom Boom a Dark Sneak Love Action) a Harrisonovy tvorby (Casual Gods a Walk on Water).

### 1992-současnost: Období po rozpadu
Weymouth, Frantz a Harrison krátce koncertovali na začátku 90. let bez Byrna jako „Shrunken Heads“ (česky „Scvrklé hlavy“). V roce 1996 vydali album No Talking, Just Head pod názvem „The Heads“. Na albu se podílela řada známých zpěváků, mezi nimi Debbie Harry z Blondie, Gordon Gano z Violent Femmes, Michael Hutchence z INXS, Shaun Ryder z Happy Mondays, Richard Hell či Maria McKee. Byrne podnikl právní kroky, aby zabránil kapele používat název The Heads, což považoval za „docela zjevný pokus vydělat na jménu Talking Heads“. Kapela se krátce sešla v roce 1999, aby propagovala reedici alba Stop Making Sense k 15. výročí vydání, ale společně nevystoupila.

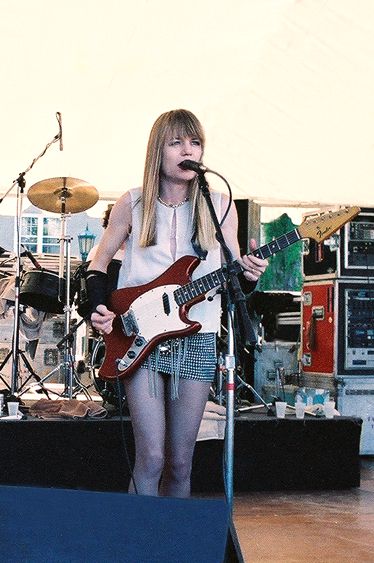
Tina Weymouth vystupující na koncertu Tom Tom Club, New York 1986

Harrison produkoval desky jako The Blind Leading the Naked od Violent Femmes, The Raw and the Cooked od Fine Young Cannibals, nebo třeba God Shuffled His Feet od Crash Test Dummies. Frantz a Weymouth produkovali pro několik umělců včetně Happy Mondays a Ziggyho Marleyho. Tom Tom Club pokračuje v nahrávání dosud a s přestávkami stále koncertuje.
Talking Heads se znovu sešli 18. března 2002, aby zahráli skladby „Life During Wartime“, „Psycho Killer“ a „Burning Down the House“ na slavnostním ceremoniálu jejich uvedení do Rock and rollové síně slávy, přičemž se k nim na pódiu připojili bývalí členové turné Bernie Worrell a Steve Scales.
Byrne řekl, že další společná práce je nepravděpodobná kvůli „zlé krvi“ mezi členy a tomu, že jsou si už hudebně „na míle vzdáleni“. Weymouth se k Byrnovi vyjádřila kriticky, označila ho za „člověka neschopného opětovat přátelství“ a řekla, že ji, Frantze ani Harrisona „nemiluje“. V roce 2020 vydal Frantz memoáry o svém celoživotním vztahu s Weymouth Remain in Love, které se týkaly mimo jiné i konfliktů v kapele.

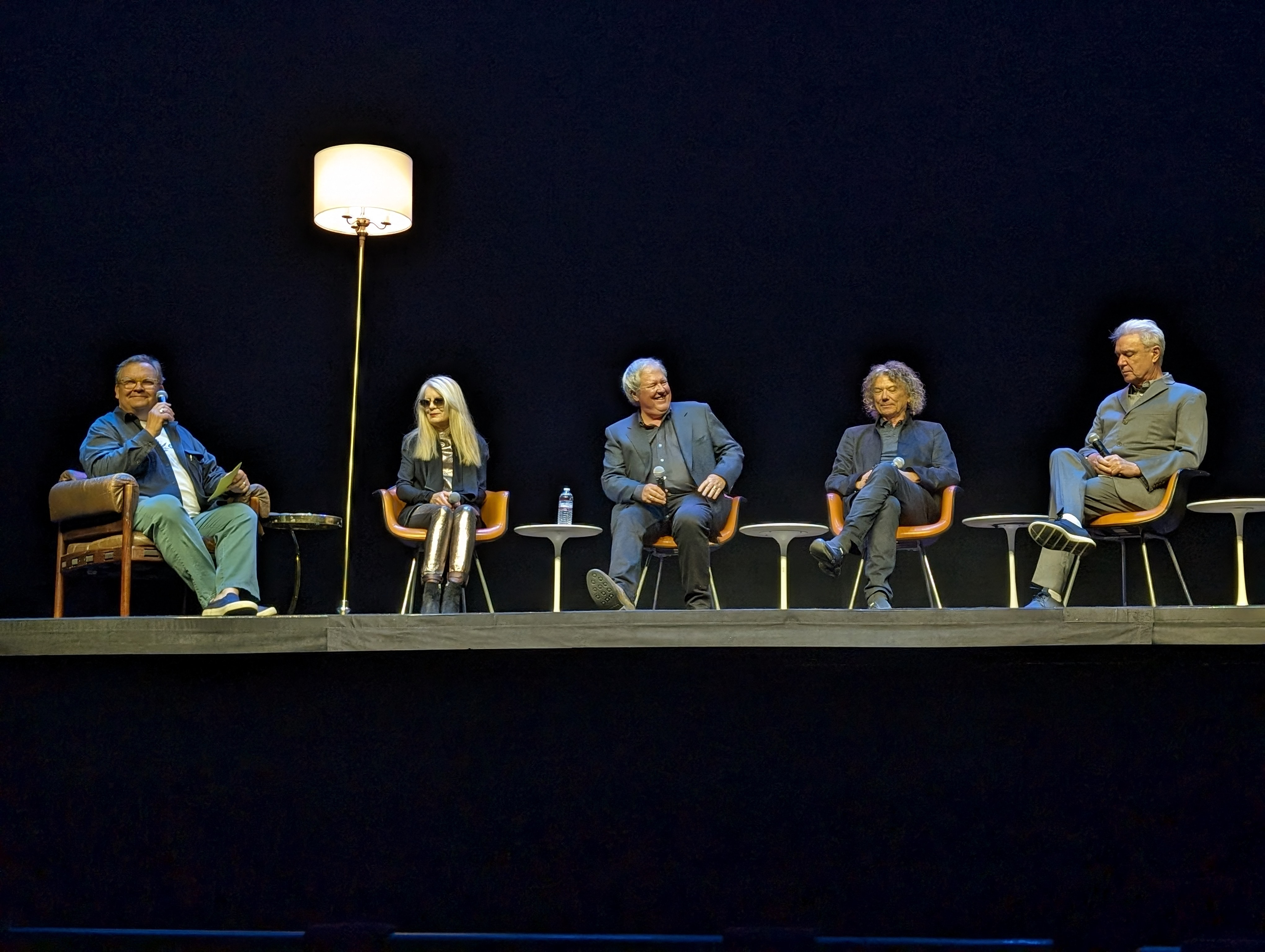
Talking Heads odpovídají na otázky publika u příležitosti 40. výročí uvedení filmu Stop Making Sense, Los Angeles 2024

V září 2023 byl film Stop Making Sense znovu vydán v IMAXu s remasterovaným zvukem a obrazem u příležitosti 40. výročí uvedení filmu. Členové kapely se ten měsíc sešli na Mezinárodním filmovém festivalu v Torontu, kde publiku poskytli odpovědi na jejich dotazy, a následně společně poskytli rozhovory na podporu znovuuvedení filmu do kin. V souvislosti s možností znovu sjednoceného turné Harrison řekl deníku Los Angeles Times: „Právě teď se soustředíme na Stop Making Sense a na to, jak se při opětovném návratu k filmu společně bavíme. Žijeme přítomností, takže myslíme jen na to." V lednu 2024 časopis Billboard informoval, že Talking Heads odmítli nabídku na společné turné v hodnotě 80 milionů dolarů, jehož součástí by bylo vystoupení na festivalu Coachella v Kalifornii.

## Hudební styl
Internetový hudební portál AllMusic uvedl, že Talking Heads, dle svých slov jedna z nejslavnějších kapel 70. a 80. let, v době svého rozpadu „nahráli vše od art-funku přes složité polyrytmické worldbeatové objevy až po jednoduchý, melodický kytarový pop“. Andy Cush v časopise Pitchfork popsal kapelu jako „newyorské art-punkery“, jejichž „směs nervního postmodernismu a hutného rytmu z nich udělala jednu z určujících rockových kapel konce 70. a 80. let“. Mediální teoretik Dick Hebdige uvedl, že skupina „eklekticky čerpá ze široké škály vizuálních a zvukových zdrojů, aby vytvořila osobitý pastiš, který od svého vzniku v polovině 70. let záměrně používá k rozšíření zavedených definic hudebního průmyslu toho, co je to rock/pop/videoklip/umění/vystoupení“, a označil je za „pravou postmoderní kapelu“. Inovace Talking Heads v oblasti art-popu měly dlouhotrvající vliv. Spolu s dalšími skupinami, jako jsou Devo, Ramones a Blondie, pomohli definovat žánr nové vlny ve Spojených státech. Jejich kosmopolitní hitová alba, jako například Remain in Light z roku 1980, pomohly přiblížit africký rock západnímu světu.

## Odkaz a vliv
Talking Heads byli uvedeni mnohými interprety jako zdroj jejich inspirace, například zpěvákem skupiny Pearl Jam Eddiem Vedderem, skupinou LCD Soundsystem, metalovou skupinou Primus, interpretem The Weeknd, americkou indie kapelou Vampire Weekend, anglickými skupinami the 1975 a the Ting Tings, kanadskou zpěvačkou Nelly Furtado, americkými zpěvačkami Kesha či St. Vincent, rapperem Dannym Brownem, zakladatelem skupiny Nine Inch Nails Trentem Reznorem, či v neposlední řadě také britskou skupinou Franz Ferdinand.
Britská alternativní rocková kapela Radiohead si převzala svůj název z písně „Radio Head“, kterou Talking Heads vydali v roce 1986, a zmínili jejich album Remain in Light za zásadní vliv na své desce z roku 2000, Kid A.

## Diskografie

### Studiová alba
- 1977 Talking Heads: 77
- 1978 More Songs About Buildings and Food
- 1979 Fear of Music
- 1980 Remain in Light
- 1983 Speaking in Tongues
- 1985 Little Creatures
- 1986 True Stories
- 1988 Naked

### Koncertní alba
- 1982 The Name of This Band Is Talking Heads
- 1984 Stop Making Sense